# حصن سوناكاندا
حصن سوناكاندا هو حصن نهري يقع في نارايان غانج، بنغلاديش، على الضفة الشرقية لنهر شيتالاكشيا. على الرغم من أنه لا يمكن التأكد من وقت إنشائها ، يعتقد المؤرخون أن الحصن النهري قد بناه مير جوملا الثاني ، سوبحدار البنغال تحت إمبراطورية موغال ، للدفاع عن دكا ونارايان غانج من القراصنة.

## التاريخ
خضعت البنغال للسيطرة الفعلية للإمبراطورية المغولية عام 1574 م بعد هزيمة داود خان كراني على يد القائد المغولي منعم خان. مارس المغول حكمًا تقدميًا في البنغال وكانوا مصممين على حماية رعاياهم من القوى الخارجية. تم تعيين مير جملا الثاني سوبحدار أو حاكمًا لمقاطعة البنغال آنذاك في عام 1660 بعد الميلاد. كان على علم بالقراصنة الذين شنوا حملة إرهاب في المدن الهامة في البنغال. في محاولة لحماية العاصمة دكا من القراصنة ، قرر مير جوملا الثاني بناء ثلاثة حصون نهرية حول دكا ، بما في ذلك حصن سوناكاندا. على الرغم من أن علماء الآثار لا يستطيعون تتبع أي دليل على تاريخ إنشائها ، إلا أن بناء القلعة وفقًا للمؤرخين بدأ بين 1660 و 1663 بعد الميلاد.

## الهيكل
يجمع الحصن بين جدران سميكة ومنصة مدفعية ضخمة وبوابة إلى الشمال. ويتكون الحصن من جزأين رئيسيين. الأول هو جدار دفاعي محصن ذو أبعاد عملاقة. يبلغ ارتفاع الجدران الدفاعية 3.05 متر وسمكها في الأسفل. سمحت عدة ثغرات واسعة وضيقة للبنادق والمدافع الخفيفة بإطلاق قذائف على القراصنة. الآخر هو عمل خارجي مرتفع على الوجه الغربي للدفاع عن الحصن من هجوم القراصنة. أهم هيكل للقلعة هو منصة المدفعية الضخمة. تحتوي إحدى منصات المدفعية الكروية على درج يؤدي إلى منصة المدفعية. تم وضع مدافع ذات عيار أكبر هناك ، بهدف توجيه المعتدين في نهر شيتالاكشيا. هذه ميزة فريدة من نوعها في الحصون النهرية التي بنتها إمبراطورية موغال.
كما يحيط بالمنصة بنائين دائريين يبلغ قطر الهيكل الداخلي 15.70 مترًا وقطر الخارجي 19.35 مترًا. يبلغ ارتفاع المبنى 6.09 مترًا ويحيط به أسوار. الحصن ذو مخطط رباعي الزوايا ، بقياس 86.56 × 57.0 مترًا. توجد حصون مثمنة الأضلاع على الزوايا الأربع للقلعة. أما معاقل الزاوية على جانبي الجناح الغربي فهي أعرض من تلك الموجودة في الجناح الشرقي والتي يبلغ عرضها 4.26 مترًا بينما يبلغ عرض قاعتي الجناح الغربي 6.85 مترًا. البوابة الوحيدة للقلعة في الشمال. يقع المدخل المقنطر داخل إطار مستطيل الشكل. البوابة أعلى من متوسط ارتفاع جدران الحصن ومزخرفة بالعديد من الألواح المزخرفة.

## أساطير
هناك عدد من الأساطير التي عفا عليها الزمن والمتعلقة بالحصن النهري والتي تتضمن المأساة والغموض:
- ذهبت الأميرة سوارناموي، ابنة كيدار روي، حاكم بيكرامبور، إلى نهر شيتالاكشيا لأداء الحمام المقدس.هاجم القراصنة مركبتها ، واختطفت الأميرة. تم إنقاذها لاحقًا من قبل عيسى خان نيازي ، حاكم سونارجون. أحضرها عيسى خان إلى حصن سوناكاندا وطلب من والدها إعادتها. لكن كيدار روي رفضت استعادتها لأنها فقدت طبقتها الاجتماعية بقضاء ليلة في خيمة يملكها حاكم مسلم.[4] صُدمت سوارناموي بالحادث ، وبكت لعدة أيام في خيمتها في حصن سوناكاندا. يقال أن اسم القلعة مشتق من هذه الحادثة - سونا أو الذهب هو إشارة إلى اسم سوارناموي و كاندا كونها الكلمة البنغالية للبكاء.
- تقول نسخة أخرى من القصة أن عيسى خان نيازي تزوج بقوة من سونا بيبي ، وهي ابنة أرملة لكيدار روي. تم إحضارها إلى هذا الحصن ووضعها تحت الحبس من قبل جنود عيسى خان. بكت بعد الحادث واسم الحصن مشتق من ذلك.[5]
- يعتقد بعض الناس أنه كانت هناك بعض الأنفاق المخفية في الحصن التي ربطتها مع سونارجون و قلعة لالباج.

## روابط خارجية
- صفحة قائمة المراقبة لعام 2008 الخاصة بالصندوق العالمي للآثار في حصن سوناكاندا